# Tall al-Umara
Tall al-Umara – wieś w Syrii, w muhafazie Al-Hasaka. W 2004 roku liczyła 273 mieszkańców.